# Ngunggahan (Eromoko)
Ngunggahan is een bestuurslaag in het regentschap Wonogiri van de provincie Midden-Java, Indonesië. Ngunggahan telt 2131 inwoners (volkstelling 2010).